# Московська конференція (1942)
Друга Московська конференція між основними союзниками у Другій світовій війні відбувалася з 12 по 17 серпня 1942 року. Її основні учасники прем'єр-міністр Великої Британії Вінстон Черчилль, спеціальний представник Сполучених Штатів Аверелл Гарріман та радянський керівник Йосип Сталін обговорили військово-політичну стратегію, спланували Північно-Африканську кампанію та обговорили пізнішу висадку і відкриття фронту на півночі Франції. На конференції Сталін і Черчілль порозумілися.